# Cetanā
Cetanā é um termo budista normalmente traduzido como "volição", "intenção", "direcionalidade". Pode ser definido como um factor mental que impulsiona a mente numa direcção particular, para um objectivo ou objecto específico.
Cetanā é identificado nos ensinamentos budistas das seguintes formas:
- Um dos sete factores mentais universais, no Theravada Abhidharma.
- Um dos dez mahā-bhūmika, no Sarvastivada Abhidharma.
- Um dos cinco factores mentais universais, no Mahayana Abhidharma
- O mais significativo factor mental envolvido na criação do carma.

## Relação com o carma
Na tradição budista, cetanā é considerado o mais importante factor mental na geração de carma.
Bhikkhu Bodhi afirma (do ponto de vista Theravada): "a volição é o mais significativo factor mental gerador de carma, uma vez que é a volição que determina a qualidade ética da acção.